# Last.fm
Last.fm est à la fois une webradio et un site internet proposant un système de collection de statistiques et de recommandation de musique. En mars 2008, le site se targuait d'avoir plus de 21 millions d'utilisateurs actifs dans plus de 200 pays. 
Le 20 mai 2007, CBS Corporation, conglomérat dont le principal actionnaire est le milliardaire Sumner Redstone, a acquis Last.fm pour 280 millions de dollars américains.

## Principe de fonctionnement
Afin d'approvisionner le site en statistiques d'écoutes, il est nécessaire d'installer un plugin nommé AudioScrobbler qui retransmet à Last.fm la liste des morceaux que l'utilisateur a écouté avec son lecteur multimédia ou son baladeur numérique. Il est également possible d'utiliser un lecteur multimédia qui intègre ce plugin, comme Rhythmbox, Audacious Media Player, Amarok, foobar2000 ou Spotify. Ceci permet au système de fournir une analyse détaillée de la musique écoutée par chaque utilisateur, montrant par exemple ses artistes ou ses morceaux favoris sur sa page personnalisée (mais accessible à tous).
Le système génère des recommandations musicales pour chaque utilisateur fournissant des statistiques. Il propose également d'écouter des artistes qu'il serait susceptible d'apprécier, grâce à un système d'intelligence collective.
En 2008, le site est proposé en versions anglaise, japonaise, allemande, espagnole, française, italienne, polonaise, portugaise, russe, suédoise, turque et chinoise.

## Histoire
Audioscrobbler était à l'origine un projet informatique de Richard Jones lorsqu'il était à l'université de Southampton au Royaume-Uni. Il s'agissait alors d'un site web communautaire récupérant et permettant d'afficher des statistiques sur la musique qu'écoutaient ses membres.
Jones a développé le premier plugin, et créé une interface de programmation pour la communauté, afin de pouvoir supporter toute sorte de systèmes d'exploitation et de plates-formes.
Last.fm a été créé en 2002 par Felix Miller, Martin Stiksel, Michael Breidenbruecker et Thomas Willomitzer, autrichiens et allemands. Il s'agissait alors d'une webradio et d'un site communautaire, utilisant les profils musicaux de ses utilisateurs pour générer des listes de lecture dynamiques. Deux boutons love et ban permettaient aux utilisateurs de personnaliser leur profil musical. Grâce à cette idée, Last.fm a gagné l'Europrix en 2002 et a été nommé pour le Prix Ars Electronica en 2003.
Les équipes d'Audioscrobbler et de Last.fm ont commencé à travailler ensemble et se sont regroupées dans des bureaux communs dans le quartier de Whitechapel à Londres. En 2003, Last.fm était complètement intégré aux profils d'Audioscrobbler. Les soumissions des utilisateurs pouvaient soit se faire par le plugin Audioscrobbler, soit par la webradio Last.fm. Les deux sites ont aussi partagé les mêmes forums, bien qu'ils soient restés spécifiques pour chaque site.
Pendant l'été 2003, le développement d'une nouvelle version combinant les deux sites commence et le 9 août 2005, les deux sites ne font plus qu'un, utilisant le nom de domaine Last.fm. Le nom de domaine audioscrobbler.net est utilisé pour le développement des plugins ou autres outils.
En mai 2007, CBS a acquis Last.fm pour la somme de 280 millions USD.
En février 2009, TechCrunch affirme que Last.fm a remis volontairement à la RIAA des données informatiques sur ses utilisateurs, malgré une politique de confidentialité qui interdit spécifiquement la transmission de telles informations. Last.fm a rejeté ces accusations. En mai 2009, TechCrunch a affirmé que Last.fm aurait transmis ces données à sa société-mère, CBS, laquelle les aurait remis à la RIAA.
À partir du 30 mars 2009, Last.fm a changé de formule pour une partie des utilisateurs, délaissant le modèle entièrement gratuit mais uniquement pour les pays situés en dehors des États-Unis, du Royaume-Uni ou de l'Allemagne. C'est en effet avec ces trois pays que le service Web réalise ses plus fortes audiences et le modèle publicitaire choisi semble suffire pour le moment à la rétribution des ayants droit ce qui n'est pas le cas ailleurs.
Pour pouvoir continuer à en profiter, les utilisateurs hors des pays précédemment cités devront s'acquitter de la somme mensuelle de trois euros.

## Mises à jour
La politique de Last.fm est de proposer aux abonnés du site de tester les futures fonctionnalités du site et de donner leur avis lors de beta tests.
Beta du 14 juillet 2006
Une nouvelle version du site est mise en ligne. Appelée Operation Depth Charge, la mise à jour a été testée pendant un mois par les abonnés du site avant son lancement effectif. La mise à jour propose un nouveau design, de nombreuses nouvelles fonctionnalités, ainsi que le nouveau lecteur multimedia Last.fm, qui sert à la fois de lecteur de webradios et de plugin de soumission des morceaux joués pour la plupart des lecteurs multimédias existant.
Beta du 25 juillet 2006
La version japonaise du site, lastfm.jp, en partenariat avec Excite, est lancée. Il s'agit de la première version internationale de Last.fm, qui était jusqu'alors uniquement disponible en anglais.
septembre 2006
De légères modifications graphiques sont apportées.
Beta du 20 octobre 2006
Un nouveau beta test est proposé aux abonnés du site. Il s'agit de nombreuses améliorations graphiques. En effet, les pages d'artiste sont désormais divisées en deux parties. La partie gauche contient les informations concernant l'artiste, la partie droite contient des informations sur les utilisateurs écoutant cet artiste. D'autre part, un système de gestion et de recommandation de concerts et de festivals est mis en place. Si à cette date, les concerts situés en Grande-Bretagne sont automatiquement référencés dans le système, les utilisateurs des autres pays doivent pour le moment référencer les concerts manuellement.
Enfin, un lecteur de radio programmé en Flash est ajouté afin d'écouter les webradios depuis un navigateur web.
Beta du 6 décembre 2006
Les versions allemande, espagnole, française, italienne, polonaise, portugaise, russe, coréenne et chinoise sont lancées en version Beta réservées au test par les abonnés. Chaque version du site a été traduite par un traducteur professionnel et chaque version est "gérée" par un manager qui fait partie de l'équipe. Sa mission est de corriger les erreurs de traduction et de reporter les erreurs aux autres membres de l'équipe.
Beta du 24 janvier 2007
Une nouvelle version beta modifie les règles d'utilisation des radios. Dorénavant, tous les utilisateurs peuvent écouter leur radio personnelle. De plus, des modifications techniques permettent d'inclure le lecteur Flash de Last.fm dans son blog ou dans Myspace. D'autres fonctionnalités, comme la "Playlist" — une compilation de quelques morceaux que vous faites figurer sur votre page personnelle — ou le "contact importer" — qui permet de rechercher des amis sur Last.fm en fournissant son adresse électronique GMail, Hotmail, Yahoo! Mail ou encore AOL Mail — font leur apparition. Par ailleurs, le client Last.fm existe désormais dans toutes les langues supportées par le site Last.fm.
Beta du 27 mars 2007
En plus de légères modifications de l'interface graphique, Last.fm propose avec cette nouvelle version de nouvelles fonctionnalités concernant les événements (concerts). Leur recherche est maintenant ouverte à tous les utilisateurs (même non inscrits). Il est dorénavant possible de proposer des photos des événements passés et des salles de concert en les téléchargeant sur Flickr et en les qualifiant avec un tag spécial.

## Fonctionnalités du site internet
Il y a deux façons de se créer un profil musical sur Last.fm.
- La première est d'écouter de la musique grâce à un lecteur multimédia équipé d'AudioScrobbler.
- La seconde est d'écouter une des nombreuses webradio que Last.fm propose.

Les musiques jouées sont alors enregistrées dans un fichier log sur les serveurs de Last.fm et les recommandations musicales de l'utilisateur sont alors calculées (voir principe de fonctionnement, plus haut).
Les recommandations sont calculées grâce à un algorithme d'intelligence collective et propose à l'utilisateur de découvrir d'autres artistes qu'il est susceptible d'aimer. L'utilisateur pourra alors les écouter grâce à la webradio par exemple.

### Comptes payants
Last.fm propose de s'abonner à son service pour 3 $, 3 €, 1,50 £ ou 350 ¥ par mois. Outre le fait d'aider financièrement Last.fm, cela permet à l'utilisateur d'obtenir le statut d'abonné qui lui donne en plus :
- La disparition de la publicité sur le site
- Un accès prioritaire au site et aux serveurs de radio
- Plus d'options dans le lecteur de radios (comme le mode "découverte", qui permet de découvrir de nouveaux artistes)
- La possibilité de voir une liste des derniers utilisateurs ayant consulté la page de profil
- Un éditeur permettant de créer une image en choisissant les couleurs, le style, etc. à partir des informations du profil de l'utilisateur
- Une icône distinctive de couleur noire devant le pseudonyme de l'utilisateur
- Accès au site en version Bêta sur données réelles

À partir du 15 janvier 2013, Last.fm restreint son offre radio aux pays suivants : États-Unis, Royaume-Uni, Allemagne, Canada, Australie, Nouvelle-Zélande, Irlande et Brésil.
Il n'est plus possible d'écouter la radio depuis un autre pays.

### Lecteur multimédia Last.fm
Pour écouter les webradio de Last.fm, l'utilisateur doit installer un lecteur multimédia spécifique. Le lecteur montre les différentes informations sur la chanson jouée, comme le nom de l'artiste, l'album, le titre de la chanson, ainsi qu'une image de la pochette du disque. La musique est diffusée en streaming mp3 à 128 kbit/s.
Il existe plusieurs logiciels pour écouter les webradios de Last.fm

#### Les lecteurs officiels
L'application Last.fm
Disponible pour Windows, Mac OS X et Linux depuis la mise à jour du 14 juillet 2006, cette application développée par l'équipe de Last.fm permet à la fois aux utilisateurs de lire les flux radio de Last.fm et de soumettre les titres des morceaux joués par leur lecteur favori. L'utilisateur n'a donc plus qu'un seul logiciel à installer.
Ce logiciel permet l'édition du profil de l'utilisateur, comme la suppression d'un artiste ou d'une chanson des listes « aimé », « banni », « sauté ». Il permet également de tagger sans avoir à lancer un navigateur web externe. Le nouveau logiciel permet également la création d'une webradio personnalisée basée sur plusieurs artistes plutôt que sur un unique artiste.
Last.fm Flash Player
Le Last.fm Flash Player est une application programmée en Flash permettant d'écouter les streams de Last.fm dans un navigateur web. Ce lecteur permet aux utilisateurs ne pouvant pas installer l'application Last.fm player d'écouter les webradios de Last.fm et de soumettre les morceaux joués dans leur profil.
Last.fm player (caduque)
Le lecteur Last.fm est l'ancien lecteur de streams de Last.fm, disponible pour Windows, Mac OS X, FreeBSD et Linux permettant également de lire les flux radio de Last.fm. Le lecteur affiche les informations de la piste audio jouée, comme le titre, le nom de l'artiste, le nom de l'album, ainsi que la pochette du disque, si celle-ci est disponible. Ce programme ne permettait pas de soumettre les titres des pistes jouées avec un autre logiciel.

#### Les lecteurs non officiels
Amua
Amua est un lecteur de streams Last.fm pour Mac OS X. Sa particularité est de s'intégrer discrètement dans la barre de menu et de consommer très peu de ressources système.
Last.fm proxy
LastFMProxy est un script écrit en Python qui permet aux utilisateurs d'écouter les radio de Last.fm en utilisant leur lecteur multimédia habituel.
Online Last.fm Player
Online Last.fm Player est un script PHP opensource qui permet d'écouter les streams de Last.fm sur une page web. Cela permet aux utilisateurs ne pouvant pas installer l'application Last.fm player d'écouter les webradios de Last.fm.
Amarok
Amarok permet depuis la version 1.4.1 de jouer les webradios Last.fm. Les utilisateurs des précédentes version du logiciel peuvent également installer le script LastamaroK, basé sur LastFMProxy.
BMPx
BMPx inclut de base une gestion avancée des webradios Last.fm ainsi que la remontée des morceaux joués. De plus, il est possible de faire des recommandations sur les morceaux lus.
Shell.FM
Shell.FM est un lecteur pour Last.fm en mode console sous Linux.
Last-exit
Last-exit est un lecteur graphique pour Last.fm spécialement conçu pour s'intégrer parfaitement à l'environnement graphique GNOME. Il intègre toutes les fonctionnalités des lecteurs officiels.
Vagalume
Vagalume est un lecteur graphique pour Last.FM conçu pour la plate-forme Maemo de Nokia. Il fonctionne aussi dans l'environnement GNOME sous GNU/Linux
SongStory
Application pour la plate-forme iOS de Apple. Affiche des informations sur la chanson, artiste et l'album que vous écoutez.

### Les pluginsAudioscrobbler
Avant la dernière version du logiciel Last.fm, intégrant la webradio et le plugin, la transmission du nom des chansons écoutées nécessitait l'installation d'un plugin spécifique au lecteur multimédia utilisé. Ce plugin existe en différentes versions, pour différentes plates-formes (Windows, Linux, Mac OS X, Xbox…) et peut s'intégrer à différents lecteurs multimédias (Windows Media Player, iTunes, XMMS, Rhythmbox, AmaroK…)
Le plugin est disponible pour les applications suivantes :
- Amarok (intégré d'office et support de la webradio)
- aTunes
- Audacious
- AmigaAMP
- Banshee
- Beep Media Player
- Clementine
- Exaile
- foobar2000
- gmusicbrowser (plugin non officiel)
- iTunes
- Jajuk (page wikipedia anglais)
- J. River Media Center
- Listen (intégré d'office)
- MPD (plugin non officiel, mpdscribble)
- Muine (plugin non officiel)
- musikCube (plugin non officiel, version beta)
- Noatun
- Quintessential Player/QCD
- Quod Libet
- Rhythmbox (intégré d'office dans la dernière version)
- SlimServer
- Songbird (proposé au téléchargement dès la première exécution du programme)
- Winamp
- Windows Media Player
- Xbox Media Center
- XMMS

Tous les plugins Audioscrobbler sont open source, et les informations collectées sont sous la licence Creative Commons By-NC-SA.
Consulter la liste complète des plugins

### Autres logiciels tierce partie

#### Pour leDashboardd'Apple
Last.fm recent tracks widget
Le Last.fm recent tracks widget est un widget de bureau permettant d'afficher les derniers titres joués par un utilisateur.
Last.fm dashboard widget
Le Last.fm dashboard widget est un widget de bureau permettant d'afficher les derniers messages de la shoutbox d'un utilisateur.

### Last.fm et les baladeurs numériques
- Rockbox : Rockbox pour Iriver (H10,H100,H115,H120,H140,H320,H340), iPod (1st, 2d, 3rd and 4th generation, Video, Mini, Nano), iAudio (M5, X5), Archos (Recorder, Ondio) et SanDisk (Sansa)

- YamiPod : YamiPod (en) pour iPod

### Statistiques d'écoute
Last.fm propose de nombreuses statistiques à partir du profil musical de l'utilisateur, comme les artistes les plus joués, les morceaux les plus joués et les albums les plus écoutés. Il est également proposé les mêmes statistiques pour les sept derniers jours, trois derniers mois, six derniers mois et douze derniers mois.
De plus, des statistiques sont également disponibles pour chaque artiste. On peut ainsi consulter les titres les plus écoutés d'un album ou d'un artiste. 
Ces mêmes statistiques sont également disponibles pour les groupes d'utilisateurs. Par ailleurs, d'autres statistiques sont disponibles, comme la répartition géographique des utilisateurs dans le groupe.
Enfin, il existe également des statistiques hebdomadaires des meilleurs artistes, qui prennent en compte les artistes et les morceaux les plus joués sur Last.fm durant la semaine passée.

### Système de recommandations

#### Web radio des musiques recommandées
Last.fm recommande aux utilisateurs certains morceaux et artistes en fonction des musiques qu'ils écoutent. 
Il s'agit d'une page personnalisée permettant d'écouter de la musique directement recommandée par d'autres utilisateurs, ou par des groupes auxquels l'utilisateur appartient. Il est également possible d'écouter sa « recommandation radio », constituée des musiques recommandées à l'utilisateur au cours de la semaine précédente.

#### Recommandation de concerts
Un système de recommandation de concerts a été mis en place en octobre 2006. Ce système permet à l'utilisateur de voir la liste des concerts correspondant à ses goûts musicaux et se situant autour de sa zone géographique, dans un périmètre qu'il peut lui-même définir. Si les concerts en Grande-Bretagne sont importés de manière automatique, les concerts dans le reste du monde sont importés de manière manuelle par les utilisateurs du site.
Par la suite, les utilisateurs peuvent "s'inscrire" à un concert et visualiser quels autres utilisateurs de Last.fm assistent à ce concert.

### Tags
Une autre fonctionnalité de Last.fm est la possibilité de tagger (étiqueter) de la musique. Les utilisateurs peuvent en effet appliquer un mot-clé à un artiste, un album ou une chanson. Il est alors possible de parcourir parmi les tags, d'écouter la webradio associée à un mot-clé. Les tags peuvent décrire un genre musical (« garage rock »), une humeur (« chill » (détente)), une caractéristique de l'artiste (« baritone »), ou alors une classification très personnelle (« chanteur à découvrir »).